# Zoe Gillings
Zoe Gillings (ur. 14 czerwca 1985) – brytyjska snowboardzistka. Jej najlepszym wynikiem olimpijskim jest 8. miejsce w snowboardcrossie na igrzyskach w Vancouver. Jej najlepszym wynikiem na mistrzostwach świata jest 11. miejsce na mistrzostwach w Kangwŏn. Najlepsze wyniki w Pucharze Świata osiągnęła w sezonie 2008/2009, kiedy to zajęła 13. miejsce w klasyfikacji generalnej, a w klasyfikacji snowboardcrossu była piąta.

## Sukcesy

### Igrzyska olimpijskie
| Miejsce | Dzień     | Rok  | Miejscowość | Konkurencja    | Zwycięzca     |
| ------- | --------- | ---- | ----------- | -------------- | ------------- |
| 15.     | 17 lutego | 2006 | Turyn       | Snowboardcross | Tanja Frieden |
| 8.      | 16 lutego | 2010 | Vancouver   | Snowboardcross | Maëlle Ricker |

### Mistrzostwa Świata
| Miejsce | Dzień       | Rok  | Miejscowość | Konkurencja    | Zwycięzca          |
| ------- | ----------- | ---- | ----------- | -------------- | ------------------ |
| 14.     | 16 stycznia | 2005 | Whistler    | Snowboardcross | Lindsey Jacobellis |
| 20.     | 14 stycznia | 2007 | Arosa       | Snowboardcross | Lindsey Jacobellis |
| 11.     | 18 stycznia | 2009 | Kangwŏn     | Snowboardcross | Helene Olafsen     |
| 7.      | 18 stycznia | 2011 | La Molina   | Snowboardcross | Lindsey Jacobellis |

### Puchar Świata

#### Miejsca w klasyfikacji generalnej
- 2001/2002 - 43.
- 2002/2003 - 21.
- 2003/2004 - -
- 2004/2005 - -
- 2005/2006 - 113.
- 2006/2007 - 57.
- 2007/2008 - 21.
- 2008/2009 - 13.
- 2009/2010 - 50.
- 2010/2011 - 39.
- 2011/2012 -

#### Zwycięstwa w zawodach
1. Valle Nevado – 16 września 2004 (snowboardcross)

#### Miejsca na podium
1. Valle Nevado – 17 września 2004 (snowboardcross) - 2. miejsce
2. Gujō – 22 lutego 2008 (snowboardcross) - 2. miejsce
3. Badgastein – 11 stycznia 2009 (snowboardcross) - 3. miejsce
4. Valmalenco – 20 marca 2009 (snowboardcross) - 3. miejsce
5. Arosa – 24 marca 2011 (snowboardcross) - 3. miejsce
6. Valmalenco – 16 marca 2012 (snowboardcross) - 3. miejsce

- W sumie (1 zwycięstwo, 2 drugie i 4 trzecie miejsca).